# Clinton (Maine)
Clinton ist eine Town im Kennebec County des Bundesstaates Maine in den Vereinigten Staaten. Im Jahr 2020 lebten dort 3370 Einwohner in 1546 Haushalten auf einer Fläche von 116,01 km².

## Geografie
Nach dem United States Census Bureau hat Clinton eine Gesamtfläche von 116,01 km², von denen 113,62 km² Land sind und 2,38 km² aus Gewässern bestehen.

### Geografische Lage
Clinton liegt im Norden des Kennebec Countys, angrenzend an das Somerset County im Westen und Norden und das Waldo County im Osten. Im Westen wird das Gebiet durch den Kennebec River begrenzt. Im Osten der Town fließt in südlicher Richtung der Sebasticook River, der in den Kennebec River mündet. Die Oberfläche ist leicht hügelig, ohne nennenswerte Erhebungen.

### Nachbargemeinden
Alle Entfernungen sind als Luftlinien zwischen den offiziellen Koordinaten der Orte aus der Volkszählung 2010 angegeben.
- Norden: Canaan, Somerset County, 5,0 km
- Nordosten: Pittsfield, Somerset County, 11,7 km
- Osten: Burnham, Waldo County, 16,4 km
- Südosten: Unity, Waldo County, 19,2 km
- Süden: Benton, 3,1 km
- Westen: Fairfield, Somerset County, 14,4 km
- Nordwesten: Skowhegan, Somerset County, 16,8 km

### Stadtgliederung
In Clinton gibt es mehrere Siedlungsgebiete: Clinton, Decker Corner, Dixon Corner, East Clinton, Morrison Corner, North Clinton, Pishon Ferry und West Clinton.

### Klima
Die mittlere Durchschnittstemperatur in Clinton liegt zwischen −8,9 °C (16° Fahrenheit) im Januar und 20,6 °C (69 °Fahrenheit) im Juli. Damit ist der Ort gegenüber dem langjährigen Mittel der USA um etwa 6 Grad kühler. Die Schneefälle zwischen Oktober und Mai liegen mit bis zu zweieinhalb Metern mehr als doppelt so hoch wie die mittlere Schneehöhe in den USA; die tägliche Sonnenscheindauer liegt am unteren Rand des Wertespektrums der USA.

## Geschichte
Die Besiedlung in Clinton startete um 1775 und das Gebiet stand unter dem Plymouth Claim, dem Kennebec Purchase. Um 1790 wurde das Gebiet als Hancock Plantation organisiert.
Am 7. August 1848 wurde das Gebiet als Town mit dem Namen Maine organisiert, zuvor wurde das Gebiet auch Jarvis Gore genannt. Da die Anschrift Maine, Maine oft für Verwirrung gesorgt hatte, wurde der Name ein Jahr später zu Ehren von DeWitt Clinton, dem Bürgermeister von New York City und Gouverneur des Bundesstaates New York.

### Einwohnerentwicklung
| Volkszählungsergebnisse – Town of Clinton, Maine | Volkszählungsergebnisse – Town of Clinton, Maine | Volkszählungsergebnisse – Town of Clinton, Maine | Volkszählungsergebnisse – Town of Clinton, Maine | Volkszählungsergebnisse – Town of Clinton, Maine | Volkszählungsergebnisse – Town of Clinton, Maine | Volkszählungsergebnisse – Town of Clinton, Maine | Volkszählungsergebnisse – Town of Clinton, Maine | Volkszählungsergebnisse – Town of Clinton, Maine | Volkszählungsergebnisse – Town of Clinton, Maine | Volkszählungsergebnisse – Town of Clinton, Maine |
| Jahr                                             | 1800                                             | 1810                                             | 1820                                             | 1830                                             | 1840                                             | 1850                                             | 1860                                             | 1870                                             | 1880                                             | 1890                                             |
| ------------------------------------------------ | ------------------------------------------------ | ------------------------------------------------ | ------------------------------------------------ | ------------------------------------------------ | ------------------------------------------------ | ------------------------------------------------ | ------------------------------------------------ | ------------------------------------------------ | ------------------------------------------------ | ------------------------------------------------ |
| Einwohner                                        | 533                                              | 1050                                             | 1356                                             | 2124                                             | 2818                                             | 1743                                             | 1803                                             | 1766                                             | 1665                                             | 1518                                             |
| Jahr                                             | 1900                                             | 1910                                             | 1920                                             | 1930                                             | 1940                                             | 1950                                             | 1960                                             | 1970                                             | 1980                                             | 1990                                             |
| Einwohner                                        | 1398                                             | 1268                                             | 1230                                             | 1354                                             | 1436                                             | 1623                                             | 1729                                             | 1971                                             | 2696                                             | 3312                                             |
| Einwohner                                        | 3340                                             | 3486                                             | 3370                                             |                                                  |                                                  |                                                  |                                                  |                                                  |                                                  |                                                  |

## Kultur und Sehenswürdigkeiten

### Bauwerke
Die Brown Memorial Library wurde unter Denkmalschutz gestellt 1975 unter der Register-Nr. 75000099 ins National Register of Historic Places aufgenommen.

## Wirtschaft und Infrastruktur

### Verkehr
Die Interstate 95 verläuft zentral in Clinton in nordsüdlicher Richtung und verbindet Clinton im Süden mit Waterville und Augusta und im Norden mit Bangor. Die Maine State Route 100 verläuft in nordsüdlicher Richtung parallel zum Sebasticook River durch den Osten der Town.

### Öffentliche Einrichtungen
Es gibt keine medizinischen Einrichtungen oder Krankenhäuser in Clinton. Die nächstgelegenen befinden sich in Waterville und Augusta.
In Clinton befindet sich in der Railroad Street die Brown Memorial Library.

### Bildung
Clinton gehört mit Albion, Benton und Fairfield zum M.S.A.D. #49.
Im Schulbezirk werden folgende Schulen angeboten:
- Albion Elementary School in Albion, mit Schulklassen vom Kindergarten bis 6. Schuljahr
- Benton Elementary School in Benton, mit Schulklassen vom 1. bis 6. Schuljahr
- Clinton Elementary School in Albion, mit Schulklassen vom Kindergarten bis 6. Schuljahr
- Fairfield Primary, mit Gruppen Pre-Kindergarten und Kindergarten
- Lawrence Junior High School  in Fairfield
- Lawrence High School  in Fairfield